# Челноков, Николай Ефимович
Николай Ефимович Челноков (1926 — 1994) — деятель советских спецслужб, генерал-лейтенант госбезопасности, начальник Управления КГБ СССР по Москве и Московской области (1986—1989).

## Биография
Родился в 1926 году в Тамбове.
В период Великой Отечественной войны с 1941 года работал бухгалтером в колхозе в Тамбовской области, с 1943 года на комсомольской работе — 2-й секретарь Знаменского райкома ВЛКСМ.
С 1944 года после окончания Школы НКГБ работал в органах госбезопасности на транспорте —  оперуполномоченный Транспортного отдела НКГБ по Московско-Рязанской железной дороге. С 1945 года в органах госбезопасности на воде —  следователь, старший следователь, исполняющий обязанности начальника следственного отделения Водного отдела МГБ по Эстонскому бассейну, с 1949 года — старший следователь, заместитель начальника следственного отделения, старший оперуполномоченный  водного отдела МГБ — МВД по Ленинградскому бассейну. 
С 1954 по 1957 годы учился в  Высшей школе КГБ при СМ СССР. С 1957 года — оперуполномоченный, следователь, старший оперуполномоченный 6-го управления (контрразведывательная работа на транспорте) КГБ при СМ СССР. 
С 1960 по 1974 годы в органах контрразведки — старший оперуполномоченный, заместитель начальника отделения и начальник отделения, заместитель начальника и начальник 13-го отдела, секретарь парткома Второго главного управления КГБ СССР. 
С 1974 по 1986 годы — заведующий сектором органов госбезопасности Отдела административных органов ЦК КПСС.
С 1986 по 1989 годы — начальник Управления КГБ СССР по Москве и Московской области и член Коллегии КГБ СССР.
С 1989 года — в отставке. Умер в 1994 году, похоронен в Москве на Троекуровском кладбище.

## Награды
- Орден Красного Знамени
- Орден Трудового Красного Знамени
- Орден Красной Звезды
- Орден Знак Почёта